# Enquête à cœur ouvert
Production
Diffusion

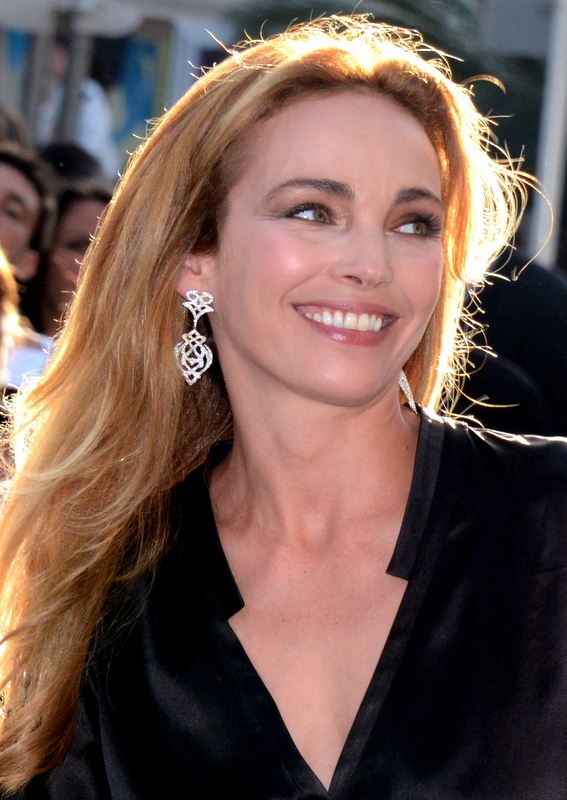
Claire Keim.

Enquête à cœur ouvert est une série télévisée franco-belge réalisée par Frank Van Passel d'après un scénario de Claire Lemaréchal et Franck Philippon, et diffusée sous le titre originel Renaissances en Belgique sur La Une à partir du 15 octobre 2022, en Suisse sur RTS Un à partir du 22 novembre 2022 et en France sur TF1 à partir du 8 décembre 2022.
Cette fiction est une coproduction de Léonis Productions (filiale de Telfrance), TF1, Beside Productions (ex-Belga Productions) et la RTBF (télévision belge),, en association avec Quintessence Fictions, avec la participation de la Radio télévision suisse (RTS) et avec le soutien de Screen Flanders.

## Synopsis
Dans les environs de Biarritz sur la côte basque, Sterre Ana Daendels, une étudiante belge de 23 ans surnommée Ana, est victime d'un accident de voiture mortel.
Le centre hospitalier de Biarritz contacte Florence, qui est sur liste d'attente, pour lui annoncer qu'un cœur est disponible et qu'elle va pouvoir bénéficier de la greffe tant attendue. Angoissée, Florence laisse dans son tiroir une lettre d'adieu à l'attention de sa fille adoptive Zoé.
Averti par la police française, le père d'Ana, Simon Daendels, un médecin belge qui travaille 11 mois sur 12 en Afrique pour le compte de l'ONG Alter Mundis, accourt à Biarritz pour comprendre ce qui est arrivé à sa fille. La lieutenante Lagarde lui restitue les affaires d'Ana et lui explique que c'est un simple accident de la route, sans rien d'anormal. Apprenant par téléphone qu'Ana avait quitté son petit ami Niels, médecin à Anvers en Flandre, Simon retourne à Anvers et découvre que l'appartement de sa fille est complètement vide et qu'Ana avait arrêté ses études de médecine et quitté la Belgique, pour s'établir à Biarritz et se consacrer à sa passion, la musique. Niels révèle à Simon qu'Ana l'avait appelé quelques jours avant sa mort, qu'elle avait rencontré quelqu'un et qu'on aurait dit qu'elle se sentait traquée.
La lieutenante Lagarde téléphone à Simon à Anvers pour lui dire que la logeuse d'Ana à Biarritz avait appelé et pour lui donner son adresse à Biarritz.
Pendant ce temps, Florence, qui est de plus en plus hantée par des cauchemars après sa transplantation cardiaque et veut absolument connaître l'identité de son donneur, recherche sur internet la mention d'un suicide ou d'un accident de voiture survenu à la date de sa transplantation et elle trouve un article de presse mentionnant le décès dans un violent accident de voiture survenu près d'Arcangues d'une jeune femme de nationalité belge, Sterre D. Par ailleurs, Florence et Vincent ont de plus en plus de problèmes avec Zoé, 15 ans, qui accepte de moins en moins sa condition de fille adoptée.
Simon Daendels retourne à Biarritz pour visiter la chambre que sa fille y louait. La logeuse lui révèle qu'Ana avait un petit ami, un guitariste belge nommé Jan, et qu'ils s'étaient violemment disputé peu avant l'accident d'Ana. Dans les effets personnels d'Ana, Simon découvre son journal intime dans lequel il apprend qu'Ana était enceinte : elle y avait également écrit "Je ne veux plus vivre avec cela en moi. Je veux retrouver la joie de vivre. Je suis faite pour le bonheur. Tu n'auras pas réussi à casser çà. Tu vas payer pour le mal que tu m'as fait".
Mais la police française refuse d'ouvrir à nouveau l'enquête sur cette base : Simon se lance alors dans sa propre enquête.
Simon apprend qu'Ana était enceinte et avait pris rendez-vous à la Maison médicale de gynécologie pour avorter. Il s'y rend mais il apprend qu'elle ne s'est pas présentée au rendez-vous.
Dans l'intervalle, Zoé pose de plus en plus de problèmes : elle abandonne ses cours de danse classique, sèche les cours au lycée, fait un doigt d'honneur au proviseur, fréquente des garçons nettement plus âgés qu'elle et se met à dealer.
Florence se rend à la police pour en apprendre plus sur la jeune Sterre D. décédée dans l'accident de voiture mais la lieutenant Lagarde refuse de lui en dire plus. Florence lui laisse son numéro de téléphone. Simon passe peu après au commissariat et essaye, sur base des révélations de Niels et du journal intime, de convaincre Lagarde que sa fille était traquée et que cet accident était un meurtre : Lagarde ne veut pas le suivre sur cette piste mais elle lui donne néanmoins le numéro de téléphone de Florence.
Simon donne rendez-vous à Florence au casino de Biarritz, lui montre une photo d'Ana et lui révèle que, si l'annonce du don d'organe avait été très violente pour lui, il était heureux de savoir maintenant que le cœur de sa fille avait sauvé la vie de quelqu'un.
Simon et Florence enquêtent ensemble et retournent à la police pour accuser Jan, le guitariste belge, du meurtre d'Ana et de trafic de drogue. La police convoque Jan puis perquisitionne son domicile.
Jan retourne chez lui à Anvers avec Zoé, qui est devenue sa petite amie : dans une caisse d'effets personnels d'Ana conservée par Jan, Zoé découvre une lettre qui lui révèle l'identité et l'adresse de la mère biologique d'Ana. Simon et Florence se rendent dans la métropole flamande pour retrouver Zoé et sont bientôt rejoints par Vincent.
Zoé, rejointe par Simon et Vincent, rencontrent la mère d'Ana qui explique que son mari ne voulait pas de cet enfant : les soupçons se portent sur lui mais le couple a un alibi solide pour la date de la mort d'Ana.
Des indices pointent alors vers Niels, le médecin anversois qui fut le dernier petit ami d'Ana, et permettent d'établir sa culpabilité.
Six mois plus tard, Florence et Vincent aident leur fille à accomplir auprès du service de l'aide à l'enfance une démarche qui permet à Zoé d'enfin entrer en contact avec sa mère biologique.

## Distribution
- Claire Keim : Florence Arrieta
- Pierre-François Martin-Laval : Vincent Arrieta
- Jessyrielle Massengo : Zoé Arrieta
- Kevin Janssens : Simon Daendels
- Lynn Van Royen : Ana Daendels
- Brigitte Fossey : Françoise, la mère de Florence
- Alain Doutey : Jacques, le père de Florence
- Carole Bianic : lieutenant Lagarde
- Héloïse Martin : Océane
- Clément Manuel : Niels, l'ex-petit ami d'Ana
- Isabelle Renauld : professeur Lemoine
- Boris Van Zeveren : Jan, le jeune guitariste belge

## Production

### Genèse et développement
La série est créée et écrite par Claire Lemaréchal et Franck Philippon, et réalisée par Frank Van Passel,,,.

### Attribution des rôles
Claire Keim confie à T7J ce qui lui a plu dans la série : « À travers la quête d'identité, cette série parle d'amour avant tout. À une époque où beaucoup de familles éclatées tentent de se recomposer, il apparait que seul l'amour est en mesure de tisser ce lien ».
L'actrice confie à Allociné : « Ce que je trouve touchant c'est qu'au moment où Florence est enfin transplantée, ça devrait être le début de la vie pour sa famille et elle. Ils devraient se dire "Enfin on va respirer, enfin on va vivre". Et en fait c'est le début de l'enfer pour elle. C'est le début de beaucoup trop de questions qui vont l'emmener très loin. On est avec les personnages, on a envie qu'ils se retrouvent. Et que tout ça ait du sens. Elle cherche du sens à la mort d'Ana. Tout le monde est dans son enquête, tout le monde a quelque chose à régler, tout le monde a sa raison d'être là. C'est ça que j'ai trouvé très fort dans cette série ».

### Tournage
Le tournage de la série a lieu à partir du 21 septembre 2020 à Biarritz et dans sa région ainsi qu'à Anvers en Belgique,,.

### Fiche technique
- Titre français : Enquête à cœur ouvert
- Genre : Drame
- Production : Jean-Benoît Gillig[1],[2],[3]
- Sociétés de production : Léonis Productions, TF1, Belga Productions, RTBF[1],[2],[3]
- Réalisation : Frank Van Passel[1],[2],[3]
- Scénario : Claire Lemaréchal et Franck Philippon[1],[2],[3]
- Musique : Fabrice Aboulker
- Décors :
- Costumes : Charlotte Willems
- Photographie : Lou Berghmans[1]
- Son : Dirk Bombey
- Montage :
- Maquillage :
- Pays de production :  France /  Belgique
- Langue originale : français
- Format : couleur
- Nombre de saisons : 1
- Nombre d'épisodes[3],[4] : 6
- Durée : 52 minutes[3],[4]
- Dates de première diffusion :
  - Belgique : 15 octobre 2022 sur La Une
  - Suisse : 22 novembre 2022 sur RTS Un[8]
  - France : 8 décembre 2022 sur TF1[1],[5],[9]

## Accueil

### Audiences et diffusion

#### En Belgique
En Belgique, la série est diffusée sous le titre originel Renaissances le samedi à 20 h 55 sur La Une par salve de deux épisodes du 15 au 29 octobre 2022.
| Épisode              | Diffusion              | Diffusion            | Audience moyenne          | Audience moyenne | Réf.   |
| Épisode              | Jour                   | Horaire              | Nombre de téléspectateurs | Classement       | Réf.   |
| -------------------- | ---------------------- | -------------------- | ------------------------- | ---------------- | ------ |
| 1                    | Samedi 15 octobre 2022 | 20 h 55 - 21 h 45    | 145 034                   | 2e               | [ 10 ] |
| 2                    | Samedi 15 octobre 2022 | 21 h 45 - 22 h 40    | 145 034                   | 2e               | [ 10 ] |
| 3                    | Samedi 22 octobre 2022 | 20 h 55 - 21 h 45    | 96 747                    | 2e               | [ 11 ] |
| 4                    | Samedi 22 octobre 2022 | 21 h 45 - 22 h 40    | 96 747                    | 2e               | [ 11 ] |
| 5                    | Samedi 29 octobre 2022 | 20 h 55 - 21 h 45    | 111 827                   | 2e               | [ 12 ] |
| 6                    | Samedi 29 octobre 2022 | 21 h 45 - 22 h 40    | 111 827                   | 2e               | [ 12 ] |
|                      |                        |                      |                           |                  |        |
| Moyenne de la saison | Moyenne de la saison   | Moyenne de la saison | 117 869                   |                  |        |

- Les plus hauts chiffres d'audience
- Les plus bas chiffres d'audience

#### En France
En France, la série est diffusée le jeudi à 21 h 10 sur TF1, par salve de trois épisodes les 8 et 15 décembre 2022,,.
| Épisode              | Diffusion              | Diffusion         | Audience moyenne          | Audience moyenne                       | Audience moyenne         | Audience moyenne | Réf.   |
| Épisode              | Jour                   | Horaire           | Nombre de téléspectateurs | Part de marché (sur les 4 ans et plus) | Part de marché (FRDA-50) | Classement       | Réf.   |
| -------------------- | ---------------------- | ----------------- | ------------------------- | -------------------------------------- | ------------------------ | ---------------- | ------ |
| 1                    | Jeudi 8 décembre 2022  | 21 h 10 - 21 h 55 | 3 290 000                 | 15,9 %                                 | 16,3 %                   | 1re              | [ 13 ] |
| 2                    | Jeudi 8 décembre 2022  | 21 h 55 - 22 h 50 |                           |                                        | 16,3 %                   | 1re              | [ 13 ] |
| 3                    | Jeudi 8 décembre 2022  | 22 h 50 - 23 h 45 |                           |                                        | 16,3 %                   | 1re              | [ 13 ] |
| 4                    | Jeudi 15 décembre 2022 | 21 h 10 - 21 h 55 | 2 540 000                 | 12,4 %                                 | 13,4 %                   | 2e               | [ 14 ] |
| 5                    | Jeudi 15 décembre 2022 | 21 h 55 - 22 h 50 |                           |                                        | 13,4 %                   | 2e               | [ 14 ] |
| 6                    | Jeudi 15 décembre 2022 | 22 h 50 - 23 h 45 |                           |                                        | 13,4 %                   | 2e               | [ 14 ] |
|                      |                        |                   |                           |                                        |                          |                  |        |
| Moyenne de la saison |                        |                   |                           |                                        |                          |                  |        |

- Les plus hauts chiffres d'audience
- Les plus bas chiffres d'audience

### Accueil critique
David Hainaut, du magazine belge Moustique, qualifie la série d'intense mais exprime cependant quelques réserves : « Une série en six épisodes dans laquelle on s'immerge rapidement, même si certaines ficelles du scénario sont un peu trop usées ».
Pour Claire Lavarenne, du magazine Télé-Loisirs : « Naviguant entre la magnifique côte sauvage du Pays basque et la beauté portuaire d'Anvers en Belgique, mais aussi entre le passé et le présent d'Ana, cette Enquête à cœur ouvert nous offre une intrigue riche en émotion et en rebondissements. La série peut aussi s'appuyer sur plusieurs solides performances d'acteurs, à commencer par le duo de comédiens efficace et touchant qui incarne les deux enquêteurs improvisés. Mention spéciale également à la jeune Jessyrielle Massengo, convaincante dans le rôle d'une ado en pleine crise d'identité, mais aussi aux acteurs belges du casting qui gagnent à être davantage connus en France ».
Pour le quotidien régional Sud Ouest, qui rappelle que série a été tournée en grande partie à Biarritz et sur la côte basque dont on voit très souvent les paysages, « Le scénario est intéressant même si on a déjà vu de telles histoires de transplantés à la recherche de leur donneur. Mais le format de six épisodes d'une cinquantaine de minutes aurait tout aussi pu être transformé en un film de 90 min ce qui aurait donné plus de vitalité à cette intrigue ».
Jérémie Dunand, du site Allociné, est assez critique envers Enquête à cœur ouvert qui, selon lui, ne fera pas date dans l'histoire des séries de TF1 : « Le tout est englobé dans une double, voire triple enquête, qui part un peu trop dans tous les sens et multiplie les personnages et les sous-intrigues. Au point de nous perdre un peu. Et surtout de nous lasser, tant la partie consacrée à Zoé, la fille de Florence et Vincent, et les flashbacks mettant en scène Ana manquent d'intérêt et peinent à nous passionner. Les scénaristes étirent en longueur un récit qui aurait sûrement mérité d'être resserré sur quatre épisodes au lieu de six. Heureusement, les thématiques, certaines séquences fortes en émotion, quelques partis pris étonnants (comme la touche de fantastique qui accompagne la nouvelle vie de greffée de Florence et son lien étrange avec Ana), les paysages et la lumière magnifiques du Pays basque, sans oublier les prestations de Claire Keim et de Kevin Janssens (très bon dans le rôle de Simon) parviennent à sauver l'ensemble ».